# 索瓦尼亚

索瓦尼亚市镇徽章

索瓦尼亚（法語：Sauvagnas）是法国洛特-加龙省的一个市镇，位于该省东南部，省会阿让市区东北约13公里，属于阿让区和阿让城市圈公共社区。该市镇总面积13.57 平方千米，海拔在86至209米之间，2022年1月1日年时的人口为525人。

## 行政区划
索瓦尼亚的邮政编码为47340，市镇编码为47288。

## 交通
洛特-加龙省省道D656线从索瓦尼亚边境通过，并有乡村小道通向镇中心。

## 人口
索瓦尼亚人口变化图示